# Volcano (film, 2018)
Pour les articles homonymes, voir Volcano.
Pour plus de détails, voir Fiche technique et Distribution.
Volcano (Вулкан) est une comédie dramatique ukraino-germano-monégasque co-écrite et réalisée par Roman Bondarchuk, sortie en 2018.
Le film a été présenté en première au Festival international du film de Karlovy Vary le 1er juillet 2018 dans le cadre du programme East of the West.

## Synopsis
Lukas est un homme bloqué dans la région qu'il devait aider à surveiller pour une organisation de sécurité.

## Fiche technique
- Titre original : Вулкан
- Titre francophone : Volcano
- Réalisation : Roman Bondarchuk
- Scénario : Dar'ya Averchenko, Roman Bondarchuk et Alla Tyutyunnik
- Musique : Anton Baibakov
- Photographie : Vadym Ilkov
- Montage : Mykola Bazarkin et Heike Parplies
- Production : Michel Merkt et Olena Yershova
- Société de production : Elemag Pictures, Pluto Film Distribution Network et Tato Film
- Pays d'origine : Ukraine, Allemagne et Monaco
- Genre : Comédie dramatique
- Durée : 107 minutes
- Dates de sortie : 
  - Ukraine : 4 avril 2019

## Distribution
- Viktor Jdanov : Vova
- Serhiy Stepansky : Lukas
- Khrystyna Deilyk : Marushka

## Distinctions

### Récompenses
Bondarchuck a reçu le prix national Taras-Chevtchenko pour la réalisation de Volcano. Le film a remporté le grand prix lors de festivals internationaux de cinéma en Arménie, en Croatie et au Maroc. 
| Liste de récompenses et nominations | Liste de récompenses et nominations                                       | Liste de récompenses et nominations        | Liste de récompenses et nominations                   | Liste de récompenses et nominations | Liste de récompenses et nominations |
| Année                               | Cérémonie                                                                 | Catégorie                                  | Nommé ou lauréat                                      | Résultat                            | Réf                                 |
| ----------------------------------- | ------------------------------------------------------------------------- | ------------------------------------------ | ----------------------------------------------------- | ----------------------------------- | ----------------------------------- |
| 2015                                | Coronation of the Word (uk) (Ukraine)                                     | Meilleur scénario                          | Daria Averchenko, Roman Bondarchuk et Alla Tyutyunnyk | Lauréat                             |                                     |
| 2017                                | 8ème Festival international du film d'Odessa (Ukraine)                    | Best Work in Progress                      | Volcano                                               | Lauréat                             |                                     |
| 2018                                | 53ème Festival international du film de Karlovy Vary (République tchèque) | East to West Award (Na východ od Západu)   | Volcano                                               | Nomination                          |                                     |
| 2018                                | 15ème Festival international du film d'Erevan (Arménie)                   | Golden Apricot grand prize                 | Volcano                                               | Lauréat                             | ,                                   |
| 2018                                | 36ème Festival du film de Munich (Allemagne)                              | International Independents                 | Volcano                                               | Nomination                          | [ 3 ]                               |
| 2018                                | 25ème Palić European Film Festival (Serbie)                               | Parallels and Encounters                   | Volcano                                               | Nomination                          | ,                                   |
| 2018                                | 9ème Festival international du film d'Odessa (Ukraine)                    | Duc d'or (uk)                              | Volcano                                               | Nomination                          |                                     |
| 2018                                | 1er Eurasia International Film Festival (Kazakhstan)                      | Best Director                              | Roman Bondarchuk                                      | Lauréat                             |                                     |
| 2018                                | 36ème Festival international du film de Vancouver (Canada)                | Most Popular International Feature         | Volcano                                               | Nomination                          |                                     |
| 2018                                | 23ème Split Film Festival (Croatie)                                       | Grand prix                                 | Volcano                                               | Lauréat                             | [ 6 ]                               |
| 2018                                | 2ème Pingyao International Film Festival (Chine)                          | Audience Jury Prize                        | Volcano                                               | Lauréat                             | [ 7 ]                               |
| 2018                                | Premier National Film Critics Award (Ukraine)                             | Kinokolo Award for Best Feature Film       | Volcano                                               | Nomination                          | [ 8 ]                               |
| 2018                                | Premier National Film Critics Award (Ukraine)                             | Meilleur Acteur                            | Sergey Stepansky                                      | Nomination                          | [ 8 ]                               |
| 2018                                | 25ème Listapad (Biélorussie)                                              | Meilleur son / bande originale             | Anton Baibakov                                        | Lauréat                             | [ 9 ]                               |
| 2018                                | 25ème Festival international du cinéma d'auteur de Rabat (Monaco)         | Grand prix                                 | Volcano                                               | Lauréat                             | [ 10 ]                              |
| 2018                                | 49ème International Film Festival of India                                | Special jury prize for a directorial debut | Volcano                                               | Lauréat                             | [ 11 ]                              |
| 2019                                | Minneapolis–Saint Paul International Film Festival                        | Special Jury Award – Emerging Filmmaker    | Volcano                                               | Lauréat                             | [ 12 ]                              |
| 2019                                | 33ème Festival international de films de Fribourg (Suisse)                | Commendation of the Ecumenical Jury        | Volcano                                               | Lauréat                             | [ 13 ]                              |